# Photopsin
Photopsin bezeichnet das Opsin der Zapfen. Zapfen sind Rezeptoren, also Sinneszellen, in der Retina von Tieren (einschließlich des Menschen).
Ein weit verbreiteter, synonymer Ausdruck für Photopsin ist Zapfen-Opsin. Photopsin ist notwendiger, aber nicht ausreichender Bestandteil derjenigen Sehpigmente, die bei wenigstens guten Lichtverhältnissen das photopische Sehen ermöglichen. Die Farbwahrnehmung gelingt durch Verrechnen der Erregungen unterschiedlicher Rezeptoren, die ihre Absorptionsmaxima bei verschiedenen Wellenlängen des Lichts besitzen. Die Sehpigmente, die von Photopsin ausgebildet werden, heißen Iodopsin, wenn sie als Chromophor Retinal 1 enthalten und Cyanopsin, wenn sie Retinal 2 enthalten. Zu Lande lebende Tiere und Meeresfische bilden ihre Sehpigmente ausschließlich mit Retinal 1. Süßwasserfische und viele Amphibien können zusätzlich auch Sehpigmente mit Retinal 2 ausbilden. Im Gegensatz zu den meisten Begriffen, die auf das Wort -opsin enden, bedeutet Photopsin eindeutig und ausschließlich den Proteinanteil eines Sehpigments und nicht das ganze Pigment einschließlich Retinal. Der Artikel Opsin enthält eine grobe Übersicht der gebräuchlichen Begriffe, die auf das Wort -opsin enden.